# Astragalus grubovii
Astragalus grubovii är en ärtväxtart som beskrevs av Sanchir. Astragalus grubovii ingår i släktet vedlar, och familjen ärtväxter. Inga underarter finns listade i Catalogue of Life.